# WTA-seizoen 2020
Het WTA-seizoen in 2020 bestaat uit de internationale tennistoernooien die door de WTA werden georganiseerd in het kalenderjaar 2020. In onderstaand overzicht zijn voor de overzichtelijkheid ook de grandslamtoernooien en de Fed Cup toegevoegd, hoewel deze door de ITF werden georganiseerd.

## Legenda

### Categoriekleuren
| Grandslamtoernooien        |
| Eindejaarskampioenschappen |
| Premier Mandatory          |
| Premier Five               |
| Premier                    |
| International              |
| Challenger                 |
| Toernooien voor teams      |

### Codering
De codering voor het aantal deelnemers is als volgt:
"128S/96Q/64D/32X" betekent:
- 128 deelnemers aan hoofdtoernooi vrouwenenkelspel (S)
- 96 deelnemers aan het vrouwenkwalificatietoernooi (Q)
- 64 koppels in het vrouwendubbelspel (D)
- 32 koppels in het gemengd dubbelspel (X)

Alle toernooien werden in principe buiten gespeeld, tenzij anders vermeld.
RR = groepswedstrijden ("round robin"), (i) = indoor (overdekt)

## Verschillen met vorig jaar
- De Hopman Cup beleefde in 2019 zijn laatste editie in Perth (Australië). In 2023 zou de Hopman Cup terugkeren op de kalender in Nice (Frankrijk).
- Het toernooi van Adelaide verving het toernooi van Sydney.
- De toernooien van Doha en Dubai verwisselden alweer van categorie – dit jaar viel het toernooi van Dubai in categorie "Premier" (degradatie), terwijl het toernooi van Doha in categorie "Premier Five" werd gespeeld (promotie).
- Het toernooi van Lyon was nieuw op de kalender.
- Tussen 9 maart en 3 augustus vervielen alle geplande toernooien, wegens de coronapandemie – onder meer Roland Garros en Wimbledon waren hiervan het slachtoffer. Roland Garros vond in september/oktober alsnog plaats, maar Wimbledon is in 2020 definitief uitgevallen.
- In de laatste vijf maanden van het kalenderjaar vond een beperkt aantal toernooien plaats in Europa en in de Verenigde Staten. Het US Open ging door, en enkele weken later vond een verlate editie van Roland Garros plaats. Alle evenementen in Azië vervielen, waaronder de twee eindejaarstoernooien.

## WTA-toernooikalender

### Januari
| week van              | toernooi | winnares                              | verliezend finaliste               | uitslag finale   |         |
| --------------------- | --- | ------------------------------------- | ---------------------------------- | ---------------- | ------- |
| 6 januari             | Brisbane International Brisbane, Australië WTA Premiertoernooi $ 1.500.000 - hardcourt - 30S/32Q/16D               | Karolína Plíšková                     | Madison Keys                       | 6-4, 4-6, 7-5    | details |
| 6 januari             | Brisbane International Brisbane, Australië WTA Premiertoernooi $ 1.500.000 - hardcourt - 30S/32Q/16D               | Hsieh Su-wei Barbora Strýcová         | Ashleigh Barty Kiki Bertens        | 3-6, 7-6, [10-8] | details |
| 6 januari             | Shenzhen Open Shenzhen, China WTA Internationaltoernooi $ 775.000 - hardcourt - 32S/16Q/16D                        | Jekaterina Aleksandrova               | Jelena Rybakina                    | 6-2, 6-4         | details |
| 6 januari             | Shenzhen Open Shenzhen, China WTA Internationaltoernooi $ 775.000 - hardcourt - 32S/16Q/16D                        | Barbora Krejčíková Kateřina Siniaková | Duan Yingying Zheng Saisai         | 6-2, 3-6, [10-4] | details |
| 6 januari             | ASB Classic Auckland, Nieuw-Zeeland WTA Internationaltoernooi $ 275.000 - hardcourt - 32S/32Q/16D                  | Serena Williams                       | Jessica Pegula                     | 6-3, 6-4         | details |
| 6 januari             | ASB Classic Auckland, Nieuw-Zeeland WTA Internationaltoernooi $ 275.000 - hardcourt - 32S/32Q/16D                  | Asia Muhammad Taylor Townsend         | Serena Williams Caroline Wozniacki | 6-4, 6-4         | details |
| 13 januari            | Adelaide International Adelaide, Australië WTA Premiertoernooi $ 848.000 - hardcourt - 30S/32Q/16D                 | Ashleigh Barty                        | Dajana Jastremska                  | 6-2, 7-5         | details |
| 13 januari            | Adelaide International Adelaide, Australië WTA Premiertoernooi $ 848.000 - hardcourt - 30S/32Q/16D                 | Nicole Melichar Xu Yifan              | Gabriela Dabrowski Darija Jurak    | 2-6, 7-5, [10-5] | details |
| 13 januari            | Hobart International Hobart, Australië WTA Internationaltoernooi $ 275.000 - hardcourt - 32S/24Q/16D               | Jelena Rybakina                       | Zhang Shuai                        | 7-6, 6-3         | details |
| 13 januari            | Hobart International Hobart, Australië WTA Internationaltoernooi $ 275.000 - hardcourt - 32S/24Q/16D               | Nadija Kitsjenok Sania Mirza          | Peng Shuai Zhang Shuai             | 6-4, 6-4         | details |
| 20 januari 27 januari | Australian Open Melbourne, Australië ITF Grandslamtoernooi AU$ 35.500.000 - hardcourt - 128S/96Q/64D/32X           | Sofia Kenin                           | Garbiñe Muguruza                   | 4-6, 6-2, 6-2    | details |
| 20 januari 27 januari | Australian Open Melbourne, Australië ITF Grandslamtoernooi AU$ 35.500.000 - hardcourt - 128S/96Q/64D/32X           | Tímea Babos Kristina Mladenovic       | Hsieh Su-wei Barbora Strýcová      | 6-2, 6-1         | details |
| 20 januari 27 januari | Australian Open Melbourne, Australië ITF Grandslamtoernooi AU$ 35.500.000 - hardcourt - 128S/96Q/64D/32X           | Barbora Krejčíková Nikola Mektić      | Bethanie Mattek-Sands Jamie Murray | 5-7, 6-4, [10-1] | details |
| 27 januari            | Oracle Challenger Series Newport Beach, Verenigde Staten WTA Challengertoernooi $ 162.480 - hardcourt - 48S/4Q/16D | Madison Brengle                       | Stefanie Vögele                    | 6-1, 3-6, 6-2    | details |
| 27 januari            | Oracle Challenger Series Newport Beach, Verenigde Staten WTA Challengertoernooi $ 162.480 - hardcourt - 48S/4Q/16D | Hayley Carter Luisa Stefani           | Marie Benoît Jessika Ponchet       | 6-1, 6-3         | details |

### Februari
| week van    | toernooi | winnares | verliezend finaliste                | uitslag finale   |         |
| ----------- | --- | --- | ----------------------------------- | ---------------- | ------- |
| 3 februari  | ITF Fed Cup (kwalificatieronde)                                                                                       | Verenigde Staten 3–2 Letland Wit-Rusland 3–2 Nederland Rusland 3–2 Roemenië Duitsland 4–0 Brazilië Spanje 3–1 Japan Zwitserland 3–1 Canada België 3–1 Kazachstan Slowakije 3–1 Verenigd Koninkrijk |                                     |                  | details |
| 10 februari | St. Petersburg Ladies' Trophy Sint-Petersburg, Rusland WTA Premiertoernooi $ 848.000 - hardcourt (i) - 28S/32Q/16D    | Kiki Bertens | Jelena Rybakina                     | 6-1, 6-3         | details |
| 10 februari | St. Petersburg Ladies' Trophy Sint-Petersburg, Rusland WTA Premiertoernooi $ 848.000 - hardcourt (i) - 28S/32Q/16D    | Shuko Aoyama Ena Shibahara | Kaitlyn Christian Alexa Guarachi    | 4-6, 6-0, [10-3] | details |
| 10 februari | Hua Hin Championships Hua Hin, Thailand WTA Internationaltoernooi $ 275.000 - hardcourt (i) - 32S/24Q/16D             | Magda Linette | Leonie Küng                         | 6-3, 6-2         | details |
| 10 februari | Hua Hin Championships Hua Hin, Thailand WTA Internationaltoernooi $ 275.000 - hardcourt (i) - 32S/24Q/16D             | Arina Rodionova Storm Sanders | Barbara Haas Ellen Perez            | 6-3, 6-3         | details |
| 17 februari | Dubai Tennis Championships Dubai, Veren. Arabische Emiraten WTA Premiertoernooi $ 2.908.770 - hardcourt - 30S/48Q/28D | Simona Halep | Jelena Rybakina                     | 3-6, 6-3, 7-6    | details |
| 17 februari | Dubai Tennis Championships Dubai, Veren. Arabische Emiraten WTA Premiertoernooi $ 2.908.770 - hardcourt - 30S/48Q/28D | Hsieh Su-wei Barbora Strýcová | Barbora Krejčíková Zheng Saisai     | 7-5, 3-6, [10-5] | details |
| 24 februari | Qatar Total Open Doha, Qatar WTA Premier Fivetoernooi $ 3.240.445 - hardcourt - 56S/32Q/28D                           | Aryna Sabalenka | Petra Kvitová                       | 6-3, 6-3         | details |
| 24 februari | Qatar Total Open Doha, Qatar WTA Premier Fivetoernooi $ 3.240.445 - hardcourt - 56S/32Q/28D                           | Hsieh Su-wei Barbora Strýcová | Gabriela Dabrowski Jeļena Ostapenko | 6-2, 5-7, [10-2] | details |
| 24 februari | Abierto Mexicano Telcel Acapulco, Mexico WTA Internationaltoernooi $ 275.000 - hardcourt - 32S/24Q/16D                | Heather Watson | Leylah Fernandez                    | 6-4, 6-7, 6-1    | details |
| 24 februari | Abierto Mexicano Telcel Acapulco, Mexico WTA Internationaltoernooi $ 275.000 - hardcourt - 32S/24Q/16D                | Desirae Krawczyk Giuliana Olmos | Kateryna Bondarenko Sharon Fichman  | 6-3, 7-6         | details |

### Maart
| week van          | toernooi | winnares                           | verliezend finaliste                      | uitslag finale                  |                                 |
| ----------------- | --- | ---------------------------------- | ----------------------------------------- | ------------------------------- | ------------------------------- |
| 2 maart           | Monterrey Open Monterrey, Mexico WTA Internationaltoernooi $ 275.000 - hardcourt - 32S/32Q/16D                    | Elina Svitolina                    | Marie Bouzková                            | 7-5, 4-6, 6-4                   | details                         |
| 2 maart           | Monterrey Open Monterrey, Mexico WTA Internationaltoernooi $ 275.000 - hardcourt - 32S/32Q/16D                    | Kateryna Bondarenko Sharon Fichman | Miyu Kato Wang Yafan                      | 4-6, 6-3, [10-7]                | details                         |
| 2 maart           | Lyon Open Lyon, Frankrijk WTA Internationaltoernooi $ 275.000 - hardcourt (i) - 32S/24Q/16D                       | Sofia Kenin                        | Anna-Lena Friedsam                        | 6-2, 4-6, 6-4                   | details                         |
| 2 maart           | Lyon Open Lyon, Frankrijk WTA Internationaltoernooi $ 275.000 - hardcourt (i) - 32S/24Q/16D                       | Laura-Ioana Paar Julia Wachaczyk   | Lesley Pattinama-Kerkhove Bibiane Schoofs | 7-5, 6-4                        | details                         |
| 2 maart           | Oracle Challenger Series Indian Wells, Verenigde Staten WTA Challengertoernooi $ 162.480 - hardcourt - 48S/4Q/16D | Irina-Camelia Begu                 | Misaki Doi                                | 6-3, 6-3                        | details                         |
| 2 maart           | Oracle Challenger Series Indian Wells, Verenigde Staten WTA Challengertoernooi $ 162.480 - hardcourt - 48S/4Q/16D | Asia Muhammad Taylor Townsend      | Caty McNally Jessica Pegula               | 6-4, 6-4                        | details                         |
| 9 maart 16 maart  | BNP Paribas Open Indian Wells, Verenigde Staten WTA Premier Mandatorytoernooi $ - hardcourt - 96S/48Q/32D         | Afgelast wegens het coronavirus    | Afgelast wegens het coronavirus           | Afgelast wegens het coronavirus | Afgelast wegens het coronavirus |
| 23 maart 30 maart | Miami Open Miami, Verenigde Staten WTA Premier Mandatorytoernooi $ - hardcourt - 96S/48Q/32D                      | Afgelast wegens het coronavirus    | Afgelast wegens het coronavirus           | Afgelast wegens het coronavirus | Afgelast wegens het coronavirus |

### April
| week van | toernooi | winnares                                          | verliezend finaliste                              | uitslag finale                                    |                                                   |
| -------- | --- | ------------------------------------------------- | ------------------------------------------------- | ------------------------------------------------- | ------------------------------------------------- |
| 6 april  | Volvo Car Open Charleston, Verenigde Staten WTA Premiertoernooi $ 848.000 - gravel - 56S/32Q/16D              | Afgelast wegens het coronavirus                   | Afgelast wegens het coronavirus                   | Afgelast wegens het coronavirus                   | Afgelast wegens het coronavirus                   |
| 6 april  | Claro Open Colsanitas Bogota, Colombia WTA Internationaltoernooi $ 275.000 - gravel - 32S/24Q/16D             | Afgelast wegens het coronavirus                   | Afgelast wegens het coronavirus                   | Afgelast wegens het coronavirus                   | Afgelast wegens het coronavirus                   |
| 13 april | ITF Fed Cup (finale)                                                                                          | Afgelast wegens het coronavirus                   | Afgelast wegens het coronavirus                   | Afgelast wegens het coronavirus                   | Afgelast wegens het coronavirus                   |
| 20 april | Porsche Tennis Grand Prix Stuttgart, Duitsland WTA Premiertoernooi $ - gravel (i) - 28S/32Q/16D               | Afgelast wegens het coronavirus                   | Afgelast wegens het coronavirus                   | Afgelast wegens het coronavirus                   | Afgelast wegens het coronavirus                   |
| 27 april | Prague Open Praag, Tsjechië WTA Internationaltoernooi $ 275.000 - gravel - 32S/32Q/16D                        | Uitgesteld tot 10 augustus wegens het coronavirus | Uitgesteld tot 10 augustus wegens het coronavirus | Uitgesteld tot 10 augustus wegens het coronavirus | Uitgesteld tot 10 augustus wegens het coronavirus |
| 27 april | GP de SAR La Princesse Lalla Meryem Rabat, Marokko WTA Internationaltoernooi $ 275.000 - gravel - 32S/32Q/16D | Afgelast wegens het coronavirus                   | Afgelast wegens het coronavirus                   | Afgelast wegens het coronavirus                   | Afgelast wegens het coronavirus                   |

### Mei
| week van      | toernooi | winnares                                           | verliezend finaliste                               | uitslag finale                                     |                                                    |
| ------------- | --- | -------------------------------------------------- | -------------------------------------------------- | -------------------------------------------------- | -------------------------------------------------- |
| 4 mei         | Mutua Madrid Open Madrid, Spanje WTA Premier Mandatorytoernooi € - gravel - 64S/32Q/28D                        | Afgelast wegens het coronavirus                    | Afgelast wegens het coronavirus                    | Afgelast wegens het coronavirus                    | Afgelast wegens het coronavirus                    |
| 11 mei        | Internazionali BNL d'Italia Rome, Italië WTA Premier Fivetoernooi € - gravel - 56S/32Q/28D                     | Uitgesteld tot 14 september wegens het coronavirus | Uitgesteld tot 14 september wegens het coronavirus | Uitgesteld tot 14 september wegens het coronavirus | Uitgesteld tot 14 september wegens het coronavirus |
| 18 mei        | Internationaux de Strasbourg Straatsburg, Frankrijk WTA Internationaltoernooi $ 275.000 - gravel - 32S/24Q/16D | Uitgesteld tot 21 september wegens het coronavirus | Uitgesteld tot 21 september wegens het coronavirus | Uitgesteld tot 21 september wegens het coronavirus | Uitgesteld tot 21 september wegens het coronavirus |
| 25 mei 1 juni | Roland Garros Parijs, Frankrijk ITF Grandslamtoernooi € 21.330.500 - gravel - 128S/96Q/64D/32X                 | Uitgesteld tot 27 september wegens het coronavirus | Uitgesteld tot 27 september wegens het coronavirus | Uitgesteld tot 27 september wegens het coronavirus | Uitgesteld tot 27 september wegens het coronavirus |

### Juni
| week van       | toernooi | winnares                        | verliezend finaliste            | uitslag finale                  |                                 |
| -------------- | --- | ------------------------------- | ------------------------------- | ------------------------------- | ------------------------------- |
| 8 juni         | Libéma Open Rosmalen, Nederland WTA Internationaltoernooi $ 275.000 - gras - 32S/24Q/16D                       | Afgelast wegens het coronavirus | Afgelast wegens het coronavirus | Afgelast wegens het coronavirus | Afgelast wegens het coronavirus |
| 8 juni         | Nature Valley Open Nottingham, Verenigd Koninkrijk WTA Internationaltoernooi $ 275.000 - gras - 32S/24Q/16D    | Afgelast wegens het coronavirus | Afgelast wegens het coronavirus | Afgelast wegens het coronavirus | Afgelast wegens het coronavirus |
| 15 juni        | Grass Court Championships Berlin Berlijn, Duitsland WTA Premiertoernooi $ - gras - 32S/24Q/16D                 | Afgelast wegens het coronavirus | Afgelast wegens het coronavirus | Afgelast wegens het coronavirus | Afgelast wegens het coronavirus |
| 15 juni        | Nature Valley Classic Birmingham, Verenigd Koninkrijk WTA Internationaltoernooi $ 275.000 - gras - 32S/24Q/16D | Afgelast wegens het coronavirus | Afgelast wegens het coronavirus | Afgelast wegens het coronavirus | Afgelast wegens het coronavirus |
| 22 juni        | Nature Valley International Eastbourne, Verenigd Koninkrijk WTA Premiertoernooi - gras -                       | Afgelast wegens het coronavirus | Afgelast wegens het coronavirus | Afgelast wegens het coronavirus | Afgelast wegens het coronavirus |
| 22 juni        | Bad Homburg Open Bad Homburg, Duitsland WTA Internationaltoernooi $ 275.000 - gras -                           | Afgelast wegens het coronavirus | Afgelast wegens het coronavirus | Afgelast wegens het coronavirus | Afgelast wegens het coronavirus |
| 29 juni 6 juli | Wimbledon Londen, Verenigd Koninkrijk ITF Grandslamtoernooi £ - gras - 128S/96Q/64D/48X                        | Afgelast wegens het coronavirus | Afgelast wegens het coronavirus | Afgelast wegens het coronavirus | Afgelast wegens het coronavirus |

### Juli
| week van | toernooi | winnares                                         | verliezend finaliste                             | uitslag finale                                   |                                                  |
| -------- | --- | ------------------------------------------------ | ------------------------------------------------ | ------------------------------------------------ | ------------------------------------------------ |
| 13 juli  | Bucharest Open Boekarest, Roemenië WTA Internationaltoernooi $ 275.000 - gravel - 32S/32Q/16D                  | Afgelast wegens het coronavirus                  | Afgelast wegens het coronavirus                  | Afgelast wegens het coronavirus                  | Afgelast wegens het coronavirus                  |
| 13 juli  | Ladies Open Lausanne Lausanne, Zwitserland WTA Internationaltoernooi $ 275.000 - gravel - 32S/24Q/16D          | Afgelast wegens het coronavirus                  | Afgelast wegens het coronavirus                  | Afgelast wegens het coronavirus                  | Afgelast wegens het coronavirus                  |
| 20 juli  | Baltic Open Jūrmala, Letland WTA Internationaltoernooi $ 275.000 - gravel - 32S/24Q/16D                        | Afgelast wegens het coronavirus                  | Afgelast wegens het coronavirus                  | Afgelast wegens het coronavirus                  | Afgelast wegens het coronavirus                  |
| 20 juli  | Internazionali Femminili di Palermo Palermo, Italië WTA Internationaltoernooi $ 275.000 - gravel - 32S/24Q/16D | Uitgesteld tot 3 augustus wegens het coronavirus | Uitgesteld tot 3 augustus wegens het coronavirus | Uitgesteld tot 3 augustus wegens het coronavirus | Uitgesteld tot 3 augustus wegens het coronavirus |
| 27 juli  | Olympische Spelen Tokio, Japan Olympische Spelen - hardcourt - 64S/32D/16X                                     | Uitgesteld tot 2021 wegens het coronavirus       | Uitgesteld tot 2021 wegens het coronavirus       | Uitgesteld tot 2021 wegens het coronavirus       | details                                          |

### Augustus
| week van                | toernooi | winnares                         | verliezend finaliste                    | uitslag finale                  |                                 |
| ----------------------- | --- | -------------------------------- | --------------------------------------- | ------------------------------- | ------------------------------- |
| 3 augustus              | Silicon Valley Classic San Jose, Verenigde Staten WTA Premiertoernooi $ 876.183 - hardcourt - 28S/16Q/16D                        | Afgelast wegens het coronavirus  | Afgelast wegens het coronavirus         | Afgelast wegens het coronavirus | Afgelast wegens het coronavirus |
| 3 augustus              | Citi Open Washington, Verenigde Staten WTA Internationaltoernooi $ 275.000 - hardcourt - 32S/16Q/16D                             | Afgelast wegens het coronavirus  | Afgelast wegens het coronavirus         | Afgelast wegens het coronavirus | Afgelast wegens het coronavirus |
| 3 augustus              | Internazionali Femminili di Palermo Palermo, Italië WTA Internationaltoernooi $ 202.250 - gravel - 32S/32Q/16D                   | Fiona Ferro                      | Anett Kontaveit                         | 6-2, 7-5                        | details                         |
| 3 augustus              | Internazionali Femminili di Palermo Palermo, Italië WTA Internationaltoernooi $ 202.250 - gravel - 32S/32Q/16D                   | Arantxa Rus Tamara Zidanšek      | Elisabetta Cocciaretto Martina Trevisan | 7-5, 7-5                        | details                         |
| 10 augustus             | Rogers Cup Montréal, Canada WTA Premier Fivetoernooi $ 2.830.000 - hardcourt - 56S/48Q/28D                                       | Afgelast wegens het coronavirus  | Afgelast wegens het coronavirus         | Afgelast wegens het coronavirus | Afgelast wegens het coronavirus |
| 10 augustus             | Prague Open Praag, Tsjechië WTA Internationaltoernooi $ 225.500 - gravel - 32S/32Q/16D                                           | Simona Halep                     | Elise Mertens                           | 6-2, 7-5                        | details                         |
| 10 augustus             | Prague Open Praag, Tsjechië WTA Internationaltoernooi $ 225.500 - gravel - 32S/32Q/16D                                           | Lucie Hradecká Kristýna Plíšková | Monica Niculescu Raluca Olaru           | 6-2, 6-2                        | details                         |
| 10 augustus             | Top Seed Open Lexington, Verenigde Staten WTA Internationaltoernooi $ 225.500 - hardcourt - 32S/24Q/16D                          | Jennifer Brady                   | Jil Teichmann                           | 6-3, 6-4                        | details                         |
| 10 augustus             | Top Seed Open Lexington, Verenigde Staten WTA Internationaltoernooi $ 225.500 - hardcourt - 32S/24Q/16D                          | Hayley Carter Luisa Stefani      | Marie Bouzková Jil Teichmann            | 6-1, 7-5                        | details                         |
| 17 augustus             | Western & Southern Open ("Cincinnati") New York, Verenigde Staten WTA Premier Fivetoernooi $ 2.250.829 - hardcourt - 56S/48Q/32D | Viktoryja Azarenka               | Naomi Osaka                             | walk-over                       | details                         |
| 17 augustus             | Western & Southern Open ("Cincinnati") New York, Verenigde Staten WTA Premier Fivetoernooi $ 2.250.829 - hardcourt - 56S/48Q/32D | Květa Peschke Demi Schuurs       | Nicole Melichar Xu Yifan                | 6-1, 4-6, [10-4]                | details                         |
| 24 augustus             | TK Sparta Prague Open Praag, Tsjechië WTA Challengertoernooi $ 3.125.000 - gravel - 128S/0Q/32D                                  | Kristína Kučová                  | Elisabetta Cocciaretto                  | 6-4, 6-3                        | details                         |
| 24 augustus             | TK Sparta Prague Open Praag, Tsjechië WTA Challengertoernooi $ 3.125.000 - gravel - 128S/0Q/32D                                  | Lidzija Marozava Andreea Mitu    | Giulia Gatto-Monticone Nadia Podoroska  | 6-4, 6-4                        | details                         |
| 31 augustus 7 september | US Open New York, Verenigde Staten ITF Grandslamtoernooi $ 28.701.000 - hardcourt - 128S/32D                                     | Naomi Osaka                      | Viktoryja Azarenka                      | 1-6, 6-3, 6-3                   | details                         |
| 31 augustus 7 september | US Open New York, Verenigde Staten ITF Grandslamtoernooi $ 28.701.000 - hardcourt - 128S/32D                                     | Laura Siegemund Vera Zvonarjova  | Nicole Melichar Xu Yifan                | 6-4, 6-4                        | details                         |

### September
| week van               | toernooi | winnares                        | verliezend finaliste            | uitslag finale                  |                                 |
| ---------------------- | --- | ------------------------------- | ------------------------------- | ------------------------------- | ------------------------------- |
| 7 september            | Istanbul Cup Istanbul, Turkije WTA Internationaltoernooi $ 225.500 - gravel - 30S/16Q/16D                     | Patricia Maria Țig              | Eugenie Bouchard                | 2-6, 6-1, 7-6                   | details                         |
| 7 september            | Istanbul Cup Istanbul, Turkije WTA Internationaltoernooi $ 225.500 - gravel - 30S/16Q/16D                     | Alexa Guarachi Desirae Krawczyk | Ellen Perez Storm Sanders       | 6-1, 6-3                        | details                         |
| 14 september           | Zhengzhou Open Zhengzhou, China WTA Premiertoernooi $ - hardcourt - 28S/32Q/16D                               | Afgelast wegens het coronavirus | Afgelast wegens het coronavirus | Afgelast wegens het coronavirus | Afgelast wegens het coronavirus |
| 14 september           | Japan Women's Open Hiroshima, Japan WTA Internationaltoernooi $ 275.000 - hardcourt - 32S/32Q/16D             | Afgelast wegens het coronavirus | Afgelast wegens het coronavirus | Afgelast wegens het coronavirus | Afgelast wegens het coronavirus |
| 14 september           | Jiangxi Open Nanchang, China WTA Internationaltoernooi $ 275.000 - hardcourt - 32S/24Q/16D                    | Afgelast wegens het coronavirus | Afgelast wegens het coronavirus | Afgelast wegens het coronavirus | Afgelast wegens het coronavirus |
| 14 september           | Internazionali BNL d'Italia Rome, Italië WTA Premier Fivetoernooi € 1.692.169 - gravel - 56S/28Q/28D          | Simona Halep                    | Karolína Plíšková               | 6-0, 2-1, opg.                  | details                         |
| 14 september           | Internazionali BNL d'Italia Rome, Italië WTA Premier Fivetoernooi € 1.692.169 - gravel - 56S/28Q/28D          | Hsieh Su-wei Barbora Strýcová   | Anna-Lena Friedsam Raluca Olaru | 6-2, 6-2                        | details                         |
| 21 september           | Toray Pan Pacific Open Tokio, Japan WTA Premiertoernooi $ 848.000 - hardcourt - 28S/32Q/16D                   | Afgelast wegens het coronavirus | Afgelast wegens het coronavirus | Afgelast wegens het coronavirus | Afgelast wegens het coronavirus |
| 21 september           | Guangzhou Open Guangzhou, China WTA Internationaltoernooi $ 525.000 - hardcourt - 32S/24Q/16D                 | Afgelast wegens het coronavirus | Afgelast wegens het coronavirus | Afgelast wegens het coronavirus | Afgelast wegens het coronavirus |
| 21 september           | Korea Open Seoel, Zuid-Korea WTA Internationaltoernooi $ 275.000 - hardcourt - 32S/24Q/16D                    | Afgelast wegens het coronavirus | Afgelast wegens het coronavirus | Afgelast wegens het coronavirus | Afgelast wegens het coronavirus |
| 21 september           | Internationaux de Strasbourg Straatsburg, Frankrijk WTA Internationaltoernooi $ 225.500 - gravel - 30S/8Q/15D | Elina Svitolina                 | Jelena Rybakina                 | 6-4, 1-6, 6-2                   | details                         |
| 21 september           | Internationaux de Strasbourg Straatsburg, Frankrijk WTA Internationaltoernooi $ 225.500 - gravel - 30S/8Q/15D | Nicole Melichar Demi Schuurs    | Hayley Carter Luisa Stefani     | 6-4, 6-3                        | details                         |
| 28 september           | Wuhan Open Wuhan, China WTA Premier Fivetoernooi $ - hardcourt - 56S/32Q/28D                                  | Afgelast wegens het coronavirus | Afgelast wegens het coronavirus | Afgelast wegens het coronavirus | Afgelast wegens het coronavirus |
| 28 september 5 oktober | Roland Garros Parijs, Frankrijk ITF Grandslamtoernooi € 19.000.000 - gravel - 128S/96Q/64D                    | Iga Świątek                     | Sofia Kenin                     | 6-4, 6-1                        | details                         |
| 28 september 5 oktober | Roland Garros Parijs, Frankrijk ITF Grandslamtoernooi € 19.000.000 - gravel - 128S/96Q/64D                    | Tímea Babos Kristina Mladenovic | Alexa Guarachi Desirae Krawczyk | 6-4, 7-5                        | details                         |

### Oktober
| week van   | toernooi | winnares                        | verliezend finaliste             | uitslag finale                  |                                 |
| ---------- | --- | ------------------------------- | -------------------------------- | ------------------------------- | ------------------------------- |
| 5 oktober  | China Open Peking, China WTA Premier Mandatorytoernooi $ - hardcourt - 60S/32Q/28D                                     | Afgelast wegens het coronavirus | Afgelast wegens het coronavirus  | Afgelast wegens het coronavirus | Afgelast wegens het coronavirus |
| 12 oktober | Hong Kong Open Hongkong, China SAR WTA Internationaltoernooi $ 525.000 - hardcourt (i) - 32S/24Q/16D                   | Afgelast wegens het coronavirus | Afgelast wegens het coronavirus  | Afgelast wegens het coronavirus | Afgelast wegens het coronavirus |
| 12 oktober | Tianjin Open Tianjin, China WTA Internationaltoernooi $ 275.000 - hardcourt - 32S/24Q/16D                              | Afgelast wegens het coronavirus | Afgelast wegens het coronavirus  | Afgelast wegens het coronavirus | Afgelast wegens het coronavirus |
| 12 oktober | Ladies Linz Linz, Oostenrijk WTA Internationaltoernooi $ 275.000 - hardcourt (i) - 32S/24Q/16D                         | Uitgesteld tot 9 november       | Uitgesteld tot 9 november        | Uitgesteld tot 9 november       | Uitgesteld tot 9 november       |
| 19 oktober | J & T Banka Ostrava Open Ostrava, Tsjechië WTA Premiertoernooi $ 593.600 - hardcourt (i) - 28S/24Q/16D                 | Aryna Sabalenka                 | Viktoryja Azarenka               | 6-2, 6-2                        | details                         |
| 19 oktober | J & T Banka Ostrava Open Ostrava, Tsjechië WTA Premiertoernooi $ 593.600 - hardcourt (i) - 28S/24Q/16D                 | Elise Mertens Aryna Sabalenka   | Gabriela Dabrowski Luisa Stefani | 6-1, 6-3                        | details                         |
| 19 oktober | BGL BNP Paribas Luxembourg Open Luxemburg, Luxemburg WTA Internationaltoernooi $ 275.000 - hardcourt (i) - 32S/32Q/16D | Afgelast wegens het coronavirus | Afgelast wegens het coronavirus  | Afgelast wegens het coronavirus | Afgelast wegens het coronavirus |
| 26 oktober | WTA Elite Trophy Zhuhai, China Eindejaarskampioenschap $ - hardcourt (i) - 12S(RR)/6D(RR)                              | Afgelast wegens het coronavirus | Afgelast wegens het coronavirus  | Afgelast wegens het coronavirus | Afgelast wegens het coronavirus |

### November en december
| week van    | toernooi | winnares                        | verliezend finaliste              | uitslag finale                  |                                 |
| ----------- | --- | ------------------------------- | --------------------------------- | ------------------------------- | ------------------------------- |
| 2 november  | WTA Finals Shenzhen Officieus wereldkampioenschap $ 14.000.000 - hardcourt (i) - 8S(RR)/8D(RR)               | Afgelast wegens het coronavirus | Afgelast wegens het coronavirus   | Afgelast wegens het coronavirus | Afgelast wegens het coronavirus |
| 9 november  | Upper Austria Ladies Linz Linz, Oostenrijk WTA Internationaltoernooi $ 225.500 - hardcourt (i) - 32S/24Q/16D | Aryna Sabalenka                 | Elise Mertens                     | 7-5, 6-2                        | details                         |
| 9 november  | Upper Austria Ladies Linz Linz, Oostenrijk WTA Internationaltoernooi $ 225.500 - hardcourt (i) - 32S/24Q/16D | Arantxa Rus Tamara Zidanšek     | Lucie Hradecká Kateřina Siniaková | 6-3, 6-4                        | details                         |
| 14 december | Open BLS de Limoges Limoges, Frankrijk WTA Challengertoernooi $ 115.000 - hardcourt (i) - 32S/8Q/8D          | Afgelast wegens het coronavirus | Afgelast wegens het coronavirus   | Afgelast wegens het coronavirus | Afgelast wegens het coronavirus |

## Primeurs
Speelsters die in 2020 hun eerste WTA-enkelspeltitel wonnen:
- Madison Brengle (VS) in Newport Beach, VS
- Jennifer Brady (VS) in Lexington, VS
- Kristína Kučová (Slowakije) in Praag, Tsjechië
- Iga Świątek (Polen) op Roland Garros, Frankrijk

## Reglementen

### Toernooideelname
- WTA International toernooien die het minimum prijzengeld ($ 275.000, na corona: $ 225.500) betaalden, mochten maximaal één top 10 speelster toelaten tot het enkelspel en/of dubbelspel. WTA International toernooien die het prijzengeld met $ 250.000 verhoogden, mochten per verhoging van dat bedrag telkenmale een extra top 10 speelster toelaten. In het seizoen 2020 heeft enkel het WTA-toernooi van Shenzhen gebruik gemaakt van de regel om extra top 10 speelsters aan te trekken, dat toernooi heeft het prijzengeld 2x verhoogd met $ 250.000, maar uiteindelijk maar één top 10 speelster aangetrokken. De afgelaste WTA International toernooien van Guangzhou en Hongkong hadden oorspronkelijk ook een verhoging van het prijzengeld naar $ 525.000 op de planning staan.
- Top 10 speelster mochten maximaal drie WTA International toernooien per jaar spelen.[1]